# Ludvig Sterky
Ludvig Tore Edvard Sterky, född den 8 mars 1919 i Stockholm, död den 11 september 1988 i Tyresö församling, Stockholms län, var en svensk ingenjör och företagsledare. Han var son till Carl Edvard Sterky.
Sterky avlade studentexamen 1936, avgångsexamen vid Kungliga Tekniska högskolan 1940. och reservofficersexamen vid Kustartilleriet 1941. Han var stipendiat vid Massachusetts Institute of Technology 1948–1949. Sterky blev utvecklingsingenjör vid Bofors Nobelkrut 1942 och produktionsingenjör där 1951. Han var verkställande direktör för Bofors-Tidaholmsverken 1960–1973 och för Bofors Nobel kemi 1974–1981. Sterky var styrelseordförande i Sveriges plastförbund 1972–1978. Han blev riddare av Vasaorden 1969.